# Veľké Trakany
Veľké Trakany (węg. Nagytárkány) – wieś (obec) na Słowacji położona w kraju koszyckim, w powiecie Trebišov. Pierwsze wzmianki o miejscowości pochodzą z 1320 roku. 
Według danych z dnia 31 grudnia 2012 roku, wieś zamieszkiwało 1414 osób, w tym 720 kobiet i 694 mężczyzn.
W 2001 roku rozkład populacji względem narodowości i przynależności etnicznej wyglądał następująco:
- Słowacy – 15,85%
- Czesi – 0,07%
- Romowie – 0,3%
- Rusini – 0,3%
- Ukraińcy – 0,22%
- Węgrzy – 82,96%

Ze względu na wyznawaną religię struktura mieszkańców kształtowała się w 2001 roku następująco:
- Katolicy rzymscy – 69,2%
- Grekokatolicy – 8,93%
- Ewangelicy – 2,16%
- Prawosławni – 0,3%
- Ateiści – 1,93%
- Nie podano – 0,52%